# العفره
العفره هي قرية من قرى منطقة المدينة المنورة في السعودية. تقع في شمال المدينة المنورة.